# Théodore Rousseau
Pierre Étienne Théodore Rousseau (født 15. april 1812 i Paris, død 22. december 1867 i Barbizon Seine-et-Marne) var en fransk maler og bror til Philippe Rousseau.
Rousseau fik sin kunstuddannelse i Davidsk retning under Lethière, men han studerede fuldt så meget på egen hånd på Louvre, hvor han kopierede Adriaen van de Velde og andre, og ude i naturen i Auvergne og Normandiet 1830—32. I 1832 debuterede han på Salonen. Året efter udstillede han der Kyst ved Granville.
Ved denne tid begyndte hans studier i Fontainebleauskoven, som han og et par andre kunstfæller som Dupré opdagede; derude færdedes Rousseau i intimt samliv med naturen; han opsøgte ikke de pittoreske scenerier, gik de ensomme veje, tog de jævne motiver (en mose mellem træer, en skovlysning, nogle store ege og lignende) og lagde gerne ensomhedens mørke barske stemning i sine billeder.
Han malede hovedværker som Seine-dalen, Dal ved Bas-Meudon og Højskov i Compiègne. Men hans energiske, hensynsløse malemåde, der ikke havde harmonisk linieføring og ikke brød sig om sædvanemæssig komposition, vakte akademikernes indignation. 1835 blev hans partier fra Juraegnen) refuserede på Salonen. 1835—48 varede denne forvisning (Alpekøer, nu i Mesdags Samling i Haag, refuseredes 1836, Kastanieallé, nu i Louvre 1837, på Salonen).
Fra da af var Rousseau, hvem litterære kapaciteter som Thoré, Gautier og Planche havde slået til lyd for under eksilet, berømt. Rousseaus landskaber, hvis kraftigt grønne kunde stikke pariserne i øjnene, og hvis penselføring kunde feje alle enkeltheder til side, havde i deres ubønhørlig grundige og usminkede virkelighed, deres mørke
enstonighed og deres hårde plastiske form i træers greneværk etc. længe svært ved at få indpas i det større kunstpublikums gunst.
Dertil var Rousseau for meget banebryder, fornyer, hvis pensel i iveren efter at få den stærke sluttede naturstemning frem, uden derved af skabe letkøbte lys- og stemningseffekter, til tider næsten kunde virke frastødende. Rousseau blev dog netop stor i gengivelsen af atmosfærens fænomener, i luften, lyset, himlen. Ikke med urette kalder man ham fader til det naturalistiske stemningsmaleri.
Kendte arbejder er: Sumpen (Louvre 1854), Ved Fontainebleau (Louvre), Flodlandskab (museum i Nantes), Græssende køer (museum i Montpellier) etc.; også uden for Frankrig er hans kunst repræsenteret, for eksempel i Tretjakov-galeriet i Moskva og i privatsamlinger i Amerika; i Glyptoteket i København Les Gorges d’Apremont (1849), Udkanten af Barbizon ((ufuldendt), ungdomsarbejdet Mont Blanc: her som i kobberstiksamlingen tegninger; i Kunstmuseet Avlsgaard i Les Landes (forarbejde til det Hartmannske så ofte ommalede billede); til Ordrupsamlingen kom Solnedgang.